# Persone di cognome Jones/Calciatori
| Questa pagina contiene informazioni ricavate automaticamente dalle voci biografiche con l'ausilio del template Bio e di un bot. L'aggiornamento è periodico e automatico e ricostruisce completamente la pagina. Se manca una persona in questa lista, sei pregato di non aggiungerla, ma accertati piuttosto che la sua voce biografica contenga il template Bio e che i dati anagrafici siano correttamente compilati. Se il template Bio manca, inseriscilo tu stesso o, in alternativa, metti l'avviso {{tmp\|Bio}} che ne segnala la mancanza. Se i dati riportati sono sbagliati, correggi direttamente la voce biografica; le modifiche saranno visibili in questa lista entro pochi giorni. Per chiarimenti vedi il progetto antroponimi. La lista contiene solo le 54 persone che sono citate nell'enciclopedia e per le quali è stato implementato correttamente il template Bio. Pagina aggiornata al 7 ago 2025. |

Questa è una lista di persone presenti nell'enciclopedia che hanno il cognome Jones e sono calciatori.

## A(4)
- Aaron Jones, ex calciatore inglese (Chesterfield, n. 1993)
- Alf Jones, calciatore inglese (Walsall, n. 1861 - Walsall, † 1935)
- Alfie Jones, calciatore inglese (Bristol, n. 1997)
- Alvin Jones, calciatore trinidadiano (Carenage, n. 1994)

## B(2)
- Billy Jones, ex calciatore inglese (Shrewsbury, n. 1987)
- Brad Jones, ex calciatore australiano (Armadale, n. 1982)

## C(6)
- Charlie Jones, calciatore e allenatore di calcio gallese (Merthyr Tydfil, n. 1899 - † 1966)
- Cesare Jones, calciatore italiano (Trieste, n. 1908 - Trieste, † 1995)
- Christopher Jones, calciatore gallese (Bangor, n. 1985)
- Chris Jones, ex calciatore inglese (Altrincham, n. 1945)
- Cliff Jones, ex calciatore gallese (Swansea, n. 1935)
- Curtis Jones, calciatore inglese (Liverpool, n. 2001)

## D(5)
- Darwin Jones, ex calciatore statunitense (Chicago, n. 1992)
- David Jones, ex calciatore inglese (Southport, n. 1984)
- Dave Jones, ex calciatore e allenatore di calcio inglese (Liverpool, n. 1956)
- DeJuan Jones, calciatore statunitense (Lansing, n. 1997)
- Derrick Jones, calciatore ghanese (Bantama, n. 1997)

## F(1)
- Burke Jones, calciatore statunitense (Bridgeville, n. 1903 - Carnegie, † 1983)

## G(8)
- Gary Jones, ex calciatore inglese (Huddersfield, n. 1969)
- Gary Jones, ex calciatore inglese (Prescot, n. 1951)
- Gary Jones, ex calciatore inglese (Chester, n. 1975)
- George Jones, ex calciatore maltese (n. 1933)
- George Jones, ex calciatore inglese (Radcliffe, n. 1945)
- Gethin Jones, calciatore australiano (Perth, n. 1995)
- Glyn Jones, calciatore inglese (Rotherham, n. 1936 - Swinton, † 2022)
- Gordon Jones, ex calciatore inglese (Sedgefield, n. 1943)

## H(1)
- Herbert Jones, calciatore inglese (Blackpool, n. 1896 - † 1973)

## J(7)
- Jalen Jones, calciatore guyanese (Tooting, n. 1998)
- James Jones, calciatore britannico (Camberwell, n. 1873 - Hove, † 1955)
- Jimmy Jones, calciatore nordirlandese (Lurgan, n. 1928 - Lurgan, † 2014)
- Jodi Jones, calciatore maltese (Bow, n. 1997)
- Joevin Jones, calciatore trinidadiano (Carenage, n. 1991)
- Joey Jones, calciatore gallese (Llandudno, n. 1955 - † 2025)
- Jordan Jones, calciatore nordirlandese (Middlesbrough, n. 1994)

## K(2)
- Ken Jones, calciatore gallese (Aberdare, n. 1936 - Stoke-on-Trent, † 2013)
- Kenwyne Jones, ex calciatore trinidadiano (Point Fortin, n. 1984)

## L(3)
- Lee Jones, ex calciatore neozelandese (Distretto di North Shore, n. 1975)
- Lee Jones, ex calciatore gallese (Wrexham, n. 1973)
- Lee Jones, ex calciatore gallese (Pontypridd, n. 1970)

## M(5)
- Mark Jones, calciatore inglese (Wombwell, n. 1933 - Monaco di Baviera, † 1958)
- Mark Jones, ex calciatore inglese (Warley, n. 1961)
- Matthew Jones, ex calciatore inglese (Stoke-on-Trent, n. 1986)
- Matthew Jones, ex calciatore gallese (Llanelli, n. 1980)
- Mick Jones, ex calciatore britannico (Worksop, n. 1945)

## N(1)
- Neil Jones, ex calciatore neozelandese (North Shore City, n. 1982)

## P(2)
- Paul Jones, ex calciatore inglese (Ellesmere Port, n. 1953)
- Philip Anthony Jones, ex calciatore inglese (Preston, n. 1992)

## R(2)
- Rob Jones, ex calciatore inglese (Wrexham, n. 1971)
- Ryan Jones, ex calciatore gallese (Sheffield, n. 1973)

## S(3)
- Scott Jones, ex calciatore statunitense (San Antonio, n. 1983)
- Shalimar Jones, ex calciatore olandese (Willemstad, n. 1977)
- Steve Jones, calciatore nordirlandese (Derry, n. 1976)

## T(1)
- Tommy Jones, calciatore inglese (Liverpool, n. 1930 - † 2010)

## Z(1)
- Zyen Jones, calciatore statunitense (Clarkston, n. 2000)